# لودویگ لانگه (معمار)
 لودویگ لانگه (انگلیسی: Ludwig Lange؛ 22 march 1808 – ۳۱ مارس ۱۸۶۸ (۶۰ ساله)) یک معمار اهل آلمان بود.